# Левая либеральная партия
Левая либеральная партия, или Партия свободномыслящих либералов (норв. Frisinnede Venstre) — бывшая правоцентристская политическая партия в Норвегии. Основана в 1909 году консервативно-либеральной фракцией Либеральной партии. Тесно сотрудничала с Консервативной партией и участвовала в нескольких недолговечных правительствах, в том числе в двух, возглавляемых партийными премьер-министрами. В 1930-х годах партия сменила название на Свободномыслящую народную партию (норв. Frisinnede Folkeparti) и начала сотрудничество с националистическими группами. Партия участвовала в своих последних выборах в 1936 году и не была реорганизована в 1945 году.

## История
Партия была основана в марте 1909 года под влиянием первого независимого премьер-министра Норвегии Кристиана Михельсена из Либеральной партии после того, как около трети либеральных парламентских представителей были исключены из воссозданной Либеральной партии в 1908 году. Партия была основана в знак протеста против всё более радикального курса «консолидированной» Либеральной партии. Правое крыло партии считало такой курс конфликтующим с традиционно либеральной идеологией партии. Среди других соучредителей партии были Абрахам Берге, Воллерт Конов, Софус Арктандер, Харальд Ботнер, Магнус Хальворсен, Эрнст Сарс, Ола Томмессен и Фритьоф Нансен.
Партия начала тесное сотрудничество с Консервативной партией и выиграла 23 места на парламентских выборах 1909 года, после чего сформировала правительство вместе с консерваторами с Вольвертом Коновом в качестве премьер-министра. Однако правительство не оправдало ожиданий ни Михельсена, ни консерваторов, и консерваторы вышли из правительства в 1911 году. Правительство Конова внезапно прекратило своё существование в начале 1912 года после того, как он заявил о своих симпатиях к сельской языковой форме норвежского языка нюнорску в речи перед Ассоциацией аграрной молодежи в разгар конфликта с норвежским языком. Речь вызвала бурю негодования среди воинствующих сторонников букмола, особенно среди консерваторов, но также и в его собственной партии, что в конечном итоге привело к замене Конова на посту премьер-министра консерватором Енсом Братлие.
Будучи партией с яркой индивидуалистической ориентацией, она выступала за интеллектуальную, или идейную, свободу. Первой женщиной-депутатом в норвежской истории в 1911 году была именно представительница свободномыслящих либералов Анна Рогстад за два года до того, как в Норвегии было предоставлено полное избирательное право для женщин. Конфликты вокруг неудавшегося правительства Конова привели к крупному поражению альянса консерваторов и левых либералов на выборах 1912 года и свели к минимуму количество депутатов от партии, получившей всего четыре места. После 1912 года партийная организация всё больше сливалась с консервативной организацией, пока успехи на выборах и победы коалиции в 1921 и 1924 годах не вызвали стремление к большей независимости партии. Конфликт привёл к многочисленным изменениям названий различных местных и региональных отделений консерваторов в попытках обозначить более широкий консервативно-либеральный профиль.
Обе партии вместе участвовали в нескольких правительствах в 1920-х годах, пока к концу десятилетия они не начали всё больше расходиться. В 1931 году Свободные либералы поменяли свое название на Свободномыслящую народную партию, а затем на выборах 1933 года были сокращены до единственного представителя от Тронхейма. На своих последних выборах 1936 года партия участвовала в альянсе с правой Лигой Отечества и ультраправым Национальным единением, но не получила ни одного места. К тому времени большинство местных и региональных отделений вернулись к консерваторам или присоединились к ним. В 1945 году реорганизация партии не проводилась.
Первым премьер-министром, не принадлежащий к лейбористам, после войны в 1963 году был бывший член партии Йон Линг, присоединившийся к консерваторам в 1938 году. Историк и журналист Ханс Фредрик Даль охарактеризовал Партию прогресса как духовного преемника Левой либеральной партии.